# 카르데두
카르데두(Cardedu)는 이탈리아 사르데냐주 누오로도에 있는 코무네(지자체)로, 칼리아리에서 북동쪽으로 약 80 킬로미터 (50 mi) 떨어져 있고 토르톨리에서 남쪽으로 약 15 킬로미터 (9 mi) 떨어져 있다.
카르데두는 다음 지자체와 접해 있다: 바리사르도, 가이로, 예르추, 라누세이, 오시니, 테르테니아.